# Алапурська
Алапурська (рос. Алапурская) — присілок у Гатчинському районі Ленінградської області Російської Федерації.
Населення становить 118 осіб. Належить до муніципального утворення Пудостське сільське поселення.

## Географія
Населений пункт розташований на південній околиці міста Санкт-Петербурга.

## Історія
Згідно із законом від 16 грудня 2004 року № 113—оз належить до муніципального утворення Пудостське сільське поселення.

## Населення
| 1928 | 1958 | 2007 | 2010 | 2017 |
| ---- | ---- | ---- | ---- | ---- |
| 127  | ↗151 | ↘80  | ↘78  | ↗118 |